# 鍾若休
鍾若休（？—？），字于集，號柱南，廣東廣州府南海縣人，民籍，明朝政治人物。

## 生平
隆慶元年（1567年）丁卯科廣東鄉試第十三名，萬曆十一年（1583年）癸未科會試第一百三十九名，登三甲第一百八十名進士。兵部觀政，本年授浙江永康縣知縣，卒于官。

## 家族
曾祖鍾紹基；祖父鍾秀；父鍾淮。母鄺氏。永感下。弟鴻休。